# Enterosora barbatula
Enterosora barbatula är en stensöteväxtart som först beskrevs av Bak., och fick sitt nu gällande namn av Barbara S. Parris. Enterosora barbatula ingår i släktet Enterosora och familjen Polypodiaceae. Inga underarter finns listade.